# Diaparsis carinifer
Diaparsis carinifer là một loài tò vò trong họ Ichneumonidae.